# چسترفیلد اینلت
چسترفیلد اینلت (به انگلیسی: Chesterfield Inlet) یک منطقهٔ مسکونی در کانادا است که در نوناووت واقع شده‌است. چسترفیلد اینلت ۱۴۱٫۱۰ کیلومتر مربع مساحت و ۴۳۷ نفر جمعیت دارد و ۱۱ متر بالاتر از سطح دریا واقع شده‌است.